# Türkisch-Ägyptischer Sudan

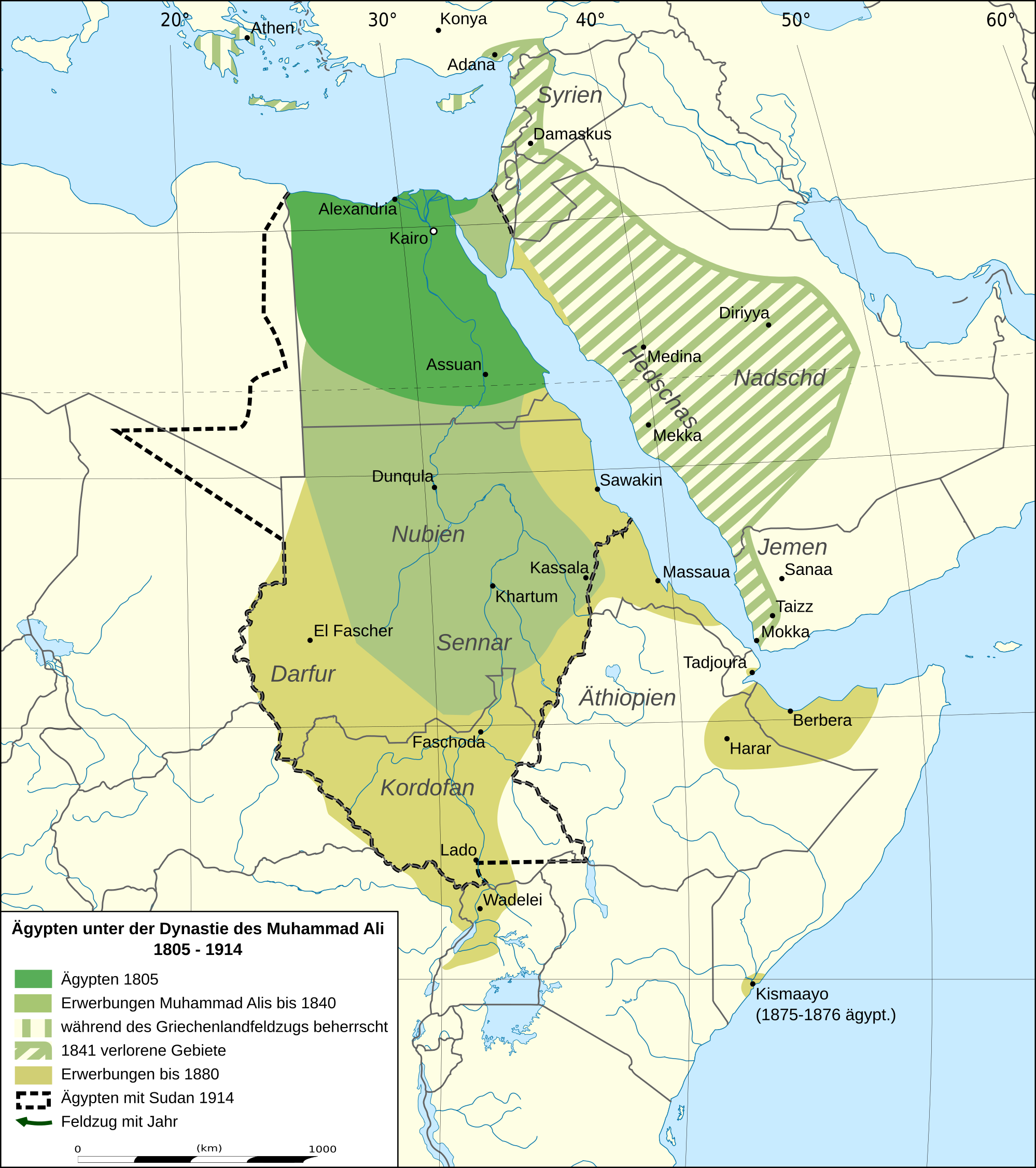
Der Herrschaftsbereich Ägyptens während der Dynastie des Muhammad Ali

Türkisch-Ägyptischer Sudan oder Turkiyya bezeichnet den Sudan unter ägyptischer Herrschaft, die von 1821 bis 1885 andauerte. Unter dem ägyptischen Wali Muhammad Ali Pascha wurden zunächst weite Teile des Nordsudans erobert und Ägypten angeschlossen, Ismail Pascha erweiterte das unter Kontrolle stehende Gebiet bis nach Zentralafrika. Die ägyptische Herrschaft wurde durch die Herrschaft der Mahdisten (Mahdiyya) abgelöst.

## Eroberung des Sudans
Nachdem er 1811/12 in Ägypten den Machtkampf gegen die Mamlucken gewonnen hatte, leitete Muhammad Ali Pascha eine expansive Phase ein, um aus den eroberten Gebieten Sklaven für seine Armee rekrutieren zu können. Zwar stand Ägypten im frühen 19. Jahrhundert formal unter osmanischer Herrschaft, doch hatte die Provinz bereits unter den Mamlucken eine relative Autonomie erlangt.
1820 bat der Sultan von Sannar um Hilfe gegen die Mamlucken, die aus Ägypten in den Sudan geflohen waren und dort als Sklavenhändler wieder Macht und Einfluss erlangt hatten. Ismael Kamil Pascha, der Sohn von Muhammad Ali Pascha, marschierte mit 4000 Soldaten ein, vertrieb zunächst die Mamlucken und unterwarf schließlich auch das Sultanat der ägyptischen Herrschaft (Eroberung Sannars am 13. Juni 1821). Die ägyptischen Streitkräfte stießen in der Folge weiter nach Süden vor und eroberten Kurdufan. Das neu gegründete Khartum wurde die Hauptstadt der sudanesischen Provinzen. Entlang des Weißen und Blauen Nils wurden Militärstützpunkte errichtet.

## Ägyptische Herrschaft und Kampf gegen die Sklaverei
Unter Abbas I. (1848–1854) wurde die expansive Politik der Ägypter unterbrochen. Aus Misstrauen setzte er in seiner kurzen Herrschaftszeit fünf Gouverneure im Sudan ein. 1871 wurden schließlich die zentralafrikanischen Seen erreicht (Gründung der Provinz Äquatoria) und 1874 das Sultanat Darfur erobert. Nach dem faktischen Staatsbankrott Ägyptens 1875 wurde eine internationale Finanzaufsicht unter britischer Leitung gebildet. Unter diesem Einfluss der europäischen Großmächte schickte die ägyptische Regierung ab den 1870er Jahren verstärkt europäische Beamte in den Sudan. Sie sollten die Verwaltung in den besetzten Gebieten organisieren und dem Sklavenhandel ein Ende setzen. Dadurch gelangten in dieser Zeit Eduard Schnitzer und Rudolf Slatin in den Sudan. 1877 wurde Charles George Gordon (Gordon Pascha) Generalgouverneur. Am 4. August 1877 wurde eine Vereinbarung zwischen Ägypten und dem Vereinigten Königreich abgeschlossen, die den Sklavenhandel schrittweise unterbinden sollte. Im Juni 1878 brach ein Aufstand der Sklavenhändler aus. Initiiert wurde der Aufstand vom mächtigen Sklavenhändler Zobeir, dessen Sohn Suleiman ihn anführte. Gordon und der italienische Gouverneur von Bahr-el-Gazal Gessi konnten den Aufstand niederschlagen, Suleiman wurde im Juli 1880 hingerichtet. Allerdings konnte die Sklaverei im Sudan auch später nicht vollständig überwunden werden.

## Mahdi-Aufstand
1881 wurde durch Muhammad Ahmad der Mahdi-Aufstand ausgelöst. Die Wirren in Ägypten im Zuge der Besetzung des Landes durch Großbritannien begünstigten die Ausbreitung seiner Idee. Nach der Niederschlagung der Urabi-Bewegung strömten ihm immer neue Anhänger zu und er konnte die Provinzhauptstadt El Obeid nach viermonatiger Belagerung am 19. Januar 1883 einnehmen. Im Frühjahr 1883 wurden alle verfügbaren ägyptischen Truppen entsandt, um die Stadt zurückzuerobern. Das gesamte Heer wurde am 5. November in der Schlacht von Scheikan ausgelöscht. Von März 1884 an belagerten die Mahdisten Khartum. Mit der Eroberung der Stadt am 26. Januar 1885 endete die ägyptische Herrschaft. Nach der Niederschlagung des Mahdi-Aufstandes durch eine anglo-ägyptische Armee wurde der Sudan nicht an Ägypten zurückgegeben, sondern als anglo-ägyptisches Kondominium konstituiert. Da auch Ägypten unter britischer Kontrolle stand, war der Sudan de facto eine britische Kolonie.

## Administration
Der ägyptisch beherrschte Teil Sudans wurde in mehrere Provinzen aufgeteilt. Mit anfänglicher Ausnahme der Provinzen Sennar und Kordofan, die die ersten Jahre unter Militärverwaltung verblieben, wurden diese Provinzen jeweils durch einen  mudīr (Gouverneur) (bis 1833 durch einen mamur) verwaltet und unterstanden vorerst direkt der ägyptischen Regierung bis im Jahr 1835 das Amt des hikimdar (wörtlich Kommissar, gewöhnlich aber mit Generalgouverneur übersetzt) geschaffen wurde, der die zentrale zivile und militärische Leitung übernahm. Dieses Amt blieb bis 1885 bestehen. Lediglich in den Jahren 1857 bis 1862 und 1871 bis 1875 kehrte man zur dezentralen Verwaltung zurück. Sitz der hikimdariyya war Khartum. Bedeutende Provinzen (z. B. Äquatoria oder Harar) und zu einer Gruppe zusammengefasste Provinzen (z. B. Darfur oder Ostsudan) wurden durch einen mudīr umum (Obergouverneur) geleitet.

### Liste der Inhaber derhikimdariyya

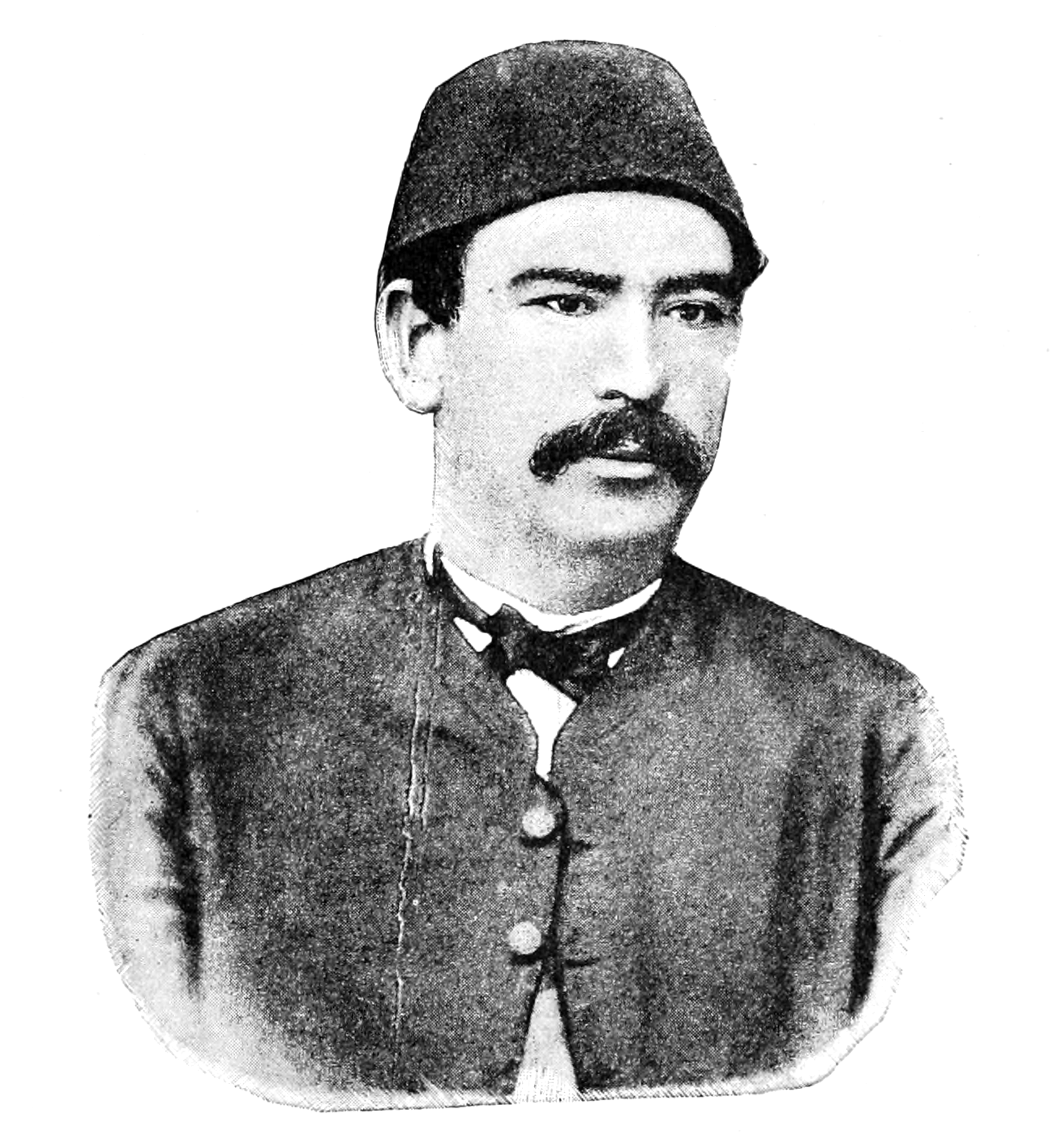
Ismail Pascha Aiyub, Generalgouverneur 1875–1877

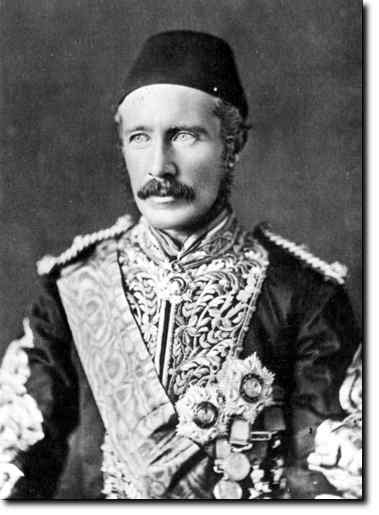
Charles Gordon Pascha, Generalgouverneur 1877–1879 und 1884–1885

| Name                                                 | Amtszeit  | Herkunft |
| ---------------------------------------------------- | --------- | --- |
| Ali Kurschid Pascha                                  | 1835–1838 | Neffe von Muhammad Ali Pascha |
| Ahmad Pascha abu Widan                               | 1838–1843 | ursprünglich tscherkessischer Mameluk und durch die Heirat mit Muhammad Ali Paschas Tochter Zeyneb (1799–1821) dessen Schwiegersohn |
| Ahmad Pascha Manlikli                                | 1844–1845 | rumelischer Türke |
| Khalid Hüsrev Pascha                                 | 1845–1849 | in Konstantinopel geborener Türke                                                                                                   |
| Abd al-Latif Pascha Abd Allah                        | 1849–1852 | in Nusretli (bei Drama) geborener rumelischer Türke                                                                                 |
| Rustum Pascha Dscharkas                              | 1852      | Tscherkesse |
| Ismail Hakki Pascha abu Dschabal                     | 1852–1853 | in Anatolien geborener Kurde |
| Salim Pascha Saib al-Dschazairli                     | 1853–1854 | |
| Ali Pascha Sirri al-Arnaut                           | 1854      | ursprünglich albanischer Mameluk |
| Ali Dscharkas Pascha (1. Amtszeit)                   | 1854–1855 | wahrscheinlich Tscherkesse |
| Muhammad Pascha Abd al Halim                         | 1855–1856 | Sohn von Muhammad Ali Pascha und jüngerer Bruder von Muhammad Said Pascha, dem Herrscher Ägyptens 1854–1863                         |
| Ali Dscharkas Pascha (2. Amtszeit, geschäftsführend) | 1856–1857 | s. o. |
| Musa Pascha Hamdi                                    | 1862–1865 | ursprünglich tscherkessischer Mameluk von Ahmad Pascha abu Widan                                                                    |
| Dschafar Pascha Sadik                                | 1865–1866 | Tscherkesse |
| Dschafar Pascha Mazhar                               | 1866–1871 | |
| Ismail Pascha Aiyub                                  | 1875–1877 | Kurde oder Tscherkesse |
| Charles Gordon Pascha (1. Amtszeit)                  | 1877–1879 | britischer Offizier |
| Muhammad Rauf Pascha                                 | 1880–1882 | |
| Carl Christian Giegler Pascha (geschäftsführend)     | 1882      | deutscher Telegrafentechniker aus dem Königreich Bayern                                                                             |
| Abd al Qadir Pascha Hilmi                            | 1882–1883 | als Sohn von Uthman Sami geboren in Homs, Syrien                                                                                    |
| Ali al-Din Pascha Siddik                             | 1883      | Tscherkesse |
| Hussein Pascha Wasif Sirri                           | 1883–1884 | |
| Charles Gordon Pascha (2. Amtszeit)                  | 1884–1885 | wurde bei der Erstürmung Khartums durch die Mahdisten umgebracht                                                                    |